# Christopher Carley
Christopher Murphy Carley, född 31 maj 1978 i Suffern, New York, är en amerikansk skådespelare som mest medverkat som gästskådespelare i ett antal TV-serier så som House, Law & Order: Special Victims Unit, Sopranos och Veronica Mars men också i ett par filmer, den mest kända är Clint Eastwoods Gran Torino. Carley har också jobbat mycket med teater.